# Кеммерер, Эдвин Уолтер
Эдвин Уолтер Кеммерер (англ. Edwin Walter Kemmerer; 29 июня 1875, Скрантон, штат Пенсильвания, США — 16 декабря 1945, Принстон, штат Нью-Джерси, США) — американский экономист. Эмерит-профессор Принстонского университета, президент Американской экономической ассоциации в 1926 году, известен как «Денежный доктор».

## Биография
Эдвин родился 29 июня 1875 в Скрантон, штат Пенсильвания, США старшим ребёнком Лоренцо Доу и Марты Х. (Куртрайт) Кеммерер. У Эдвина были младшие братья: Франк, Рой и Артур и сестра Джесси. В 1890 году семья переехала на 16 миль северней в Факторивиль. Эдвин посещал частную школу Академии Кистоун.
В 1899 году Кеммерер окончил со степенью бакалавра искусств с отличием Уэслианский университет под руководством профессора Уилларда Кларка Фишера, был членом студенческого братства Фи Бета Каппа и братства Дельта Каппа Эпсилон. В 1903 году получил докторскую степень в Корнеллском университете под руководством профессора Джереми Дженкса. Доктором права стал в 1926 году.
Преподавательскую деятельность начал в Корнеллском университете, являясь сотрудником кафедры экономики и финансов в 1899—1901 годах, в 1901—1903 годах преподаватель экономики и истории в Университете Пердью. С 1906 года ассистент профессора в Корнеллском университете, преподавая банковское дело, основы экономики и финансовой истории США. С 1909 года профессор экономики и финансов в Корнеллском университете, а с 1912 года профессор экономики и финансов в Принстонском университете, с 1928 года профессор кафедры международных финансов имени Уокер и в 1928—1943 годах директор созданного секции международных финансов Принстонского университета. С 1943 года эмерит профессор Принстонского университета.
Благодаря своей диссертации «Денежные и кредитные инструменты и их связь с общей ценой» от 1903 года был назначен в этом же году губернатором Филиппин Уильямом Тафтом финансовым консультантом Американской Комиссии по Филиппинам. В 1904—1906 годах был начальником отдела валют Филиппин, где разработал план законопроектов, обеспечивающий систему золотого стандарта, организацию почтового-сберегательной системы и создания Сельскохозяйственного банка в стране. В 1917 году был советником правительства Мексики, а в 1919 году советник правительства Гватемалы, в 1923 и в 1930 году в Колумбии, в 1925 году в Чили, в 1926 году в Польше, в 1926—1927 годах в Эквадоре, в 1927 году в Боливии, в 1929 году в Китаи, в 1931 году в Перу, благодаря чему получил прозвище «Денежный доктор». В 1934 году был назначен сопредседателем Комиссии Хайнса—Кеммерера, созданная для проведения реформ в Турции. В 1922 году Кеммерер служил комиссаром по вопросам торговли США в Южной Америки. В 1924—1925 годах был членом комитета Дауэса как эксперт по валютному и банковскому делу, подготовил план реорганизации германского Рейхсбанка и стабилизации немецкой валюты.
Кеммерер был членом с 1903 года, а в 1926 году президент Американской экономической ассоциации, в 1907—1910 годах главный редактор журнала Economic Bulletin (предшественник The American Economic Review), в 1911—1913 годах являлся членом редколлегии журнала с новым названием The American Economic Review, в 1936—1945 годах президент Национального комитета экономистов по монетарной политике, член и вице-президент Американской статистической ассоциации, член Американской академии искусств и наук, член Американского философского общества, член Совета по международным отношениям, попечитель Уэслианского университета и Скрантон- Кистоун колледжа и Роберт колледжа в Турции.
Кеммерер получил почетные степени от Оглторп университета в 1933 году, Ратгерского университета в 1933 году, Уэслианского университета в 1926 году, Оксидентал-колледж в 1928 году, Колумбийского университета в 1935 году, Центрального университета Эквадора в 1927 году. Почётный член «Принстонского класса 1916».
Кеммерер умер 16 декабря 1945 года в возрасте 70 лет.
Семья
Кеммерер женился 24 декабря 1901 года на Рэйчил Дикел. У них родился сын Дональд Лоренцо и дочь Рут К. Дорф Кеммерер.